# Lief
Lief is een single van Paul Severs. Het is niet afkomstig van een van zijn albums, maar verscheen later wel op verzamelalbums van hem. Het was zijn tweede hit in 1974. Severs zat in de muziekstal van Sylvain Tack die de plaat naar de hitparade promootte via zijn radiozender Radio Mi Amigo.

## Hitnotering

### BelgischeBRT Top 30
| Hitnotering: 18-5-1974 t/m 5-7-1974 | Hitnotering: 18-5-1974 t/m 5-7-1974 | Hitnotering: 18-5-1974 t/m 5-7-1974 | Hitnotering: 18-5-1974 t/m 5-7-1974 | Hitnotering: 18-5-1974 t/m 5-7-1974 | Hitnotering: 18-5-1974 t/m 5-7-1974 | Hitnotering: 18-5-1974 t/m 5-7-1974 | Hitnotering: 18-5-1974 t/m 5-7-1974 | Hitnotering: 18-5-1974 t/m 5-7-1974 |
| Week:                               | 1                                   | 2                                   | 3                                   | 4                                   | 5                                   |                                     | 6                                   |                                     |
| ----------------------------------- | ----------------------------------- | ----------------------------------- | ----------------------------------- | ----------------------------------- | ----------------------------------- | ----------------------------------- | ----------------------------------- | ----------------------------------- |
| Positie:                            | 23                                  | 23                                  | 26                                  | 25                                  | 30                                  | x                                   | 26                                  | uit                                 |

### VlaamseUltratop 30
| Hitnotering: 18-5-1974 t/m 31-5-1974 | Hitnotering: 18-5-1974 t/m 31-5-1974 | Hitnotering: 18-5-1974 t/m 31-5-1974 | Hitnotering: 18-5-1974 t/m 31-5-1974 |
| Week:                                | 1                                    | 2                                    |                                      |
| ------------------------------------ | ------------------------------------ | ------------------------------------ | ------------------------------------ |
| Positie:                             | 30                                   | 29                                   | uit                                  |